# Innovationspreis der deutschen Wirtschaft
Der Innovationspreis der deutschen Wirtschaft zeichnet jährlich die bedeutendsten wissenschaftlichen, technischen, unternehmerischen und geistigen Innovationen der deutschen Wirtschaft aus. 1980 von Ernst Gloede ins Leben gerufen, ist der Preis als „Erster Innovationspreis der Welt“ rechtlich geschützt. Die Schirmherrschaft wechselte zwischen dem Bundesminister für Bildung und Forschung und dem Bundesminister für Wirtschaft.
Ab 1983 wurde der Preis zusammen mit der Wirtschaftswoche in den Kategorien Großunternehmen, Mittelständische Unternehmen und Startup-Unternehmen ausgeschrieben. Seit 2011 wird der Preis zusammen mit der Frankfurter Allgemeinen Zeitung ausgeschrieben und um die Kategorie Innovative Personalkonzepte erweitert.

## Kategorien
| Kategorie                               | Anforderungen                                                                                 |
| --------------------------------------- | --------------------------------------------------------------------------------------------- |
| Start-up                                | Die Firma darf nicht älter als 5 Jahre sein (Stichtag 1. Januar).                             |
| Mittelstand                             | älter als 5 Jahre; konzernunabhängig; Umsatz <500 Mio. Euro; nicht mehr als 5000 Arbeitnehmer |
| Großunternehmen                         | größer als Kategorie Mittelstand                                                              |
| Innovative Personalkonzepte (seit 2011) |                                                                                               |

## Verleihung
Der Preis wird während einer alljährlichen Gala-Night (im Januar – für das vergangene Jahr), in der Alten Oper in Frankfurt am Main, an die Preisträger übergeben. Er besteht aus einer Urkunde und einer vom Künstler Bernd Fischer gestalteten Plastik, als Wanderpreis für ein Jahr. Auf dieser Plastik wird jeder neue Preisträger namentlich eingraviert. 2009 wurde erstmals auch der Patent Award 2008 während der Veranstaltung verliehen, der Patente mit großem Marktpotential prämiert.

## Die Idee
Der Innovationspreis der deutschen Wirtschaft wurde 1980 von Ernst Gloede, heute Ehrenpräsident des Wirtschaftsclubs Rhein-Main, ins Leben gerufen. Die Überlegungen, die zur Stiftung dieses Preises führten, waren die weitgehend fehlenden Rohstoffressourcen in Deutschland und die daraus erwachsende Erkenntnis, dass Deutschland allein durch ständige Forschung und Weiterentwicklung seiner technologischen und industriellen Patente, Erkenntnisse und Konstruktionen, also durch Innovationen, im globalen Wettbewerb konkurrenzfähig bleiben kann. Der Preis soll der gewürdigten Innovation eine öffentlichkeitswirksame Aufmerksamkeit verschaffen und so zu seiner Vermarktung und Verbreitung fördernd beitragen.

## Gremien, Ausschreibung, Teilnehmer und Preisträger
Die Ausschreibung beginnt jeweils am Tag der Verleihung des Vorjahrespreises und endet am ersten Freitag im September des Jahres.

## Preisträger
Die bisherigen Preisträger sind:
| Jahr | Preisträger                                        | Grund |
| ---- | -------------------------------------------------- | --- |
| 2016 | Schott AG (Großunternehmen)                        | Extrem dünnes Glas, das sich biegen lässt                                                                                        |
| 2016 | TRUMPF (Industrie 4.0)                             | Konzept, das alle Prozesse entlang der Wertschöpfungskette in einer Anwendung abbildet und vernetzt                              |
| 2016 | Wittenstein AG (KMU)                               | Hochleistungsgetriebe mit dynamisierten Einzelzähnen                                                                             |
| 2016 | Hydrogenious Technologies (Start-up)               | Speicherverfahren, mit dem normale Tanklaster gefahrlos Wasserstoff transportieren können                                        |
| 2016 | Utz Claassen (CEO)                                 | Weil er disruptiven Geschäftsmodellen durch Beratung und Förderung zum Erfolg verhilft.                                          |
| 2015 | KUKA AG                                            | Roboter mit Gefühl |
| 2015 | Merck KGaA                                         | Ideenwettbewerb „Innovation Cup & Innospire“                                                                                     |
| 2015 | ISRA VISION AG                                     | Automatisierungssystem „Plug&Automate“                                                                                           |
| 2015 | Terranove Energy GmbH                              | Hydrothermale Karbonisierung von Klärschlamm                                                                                     |
| 2015 | Marijn Dekkers, Vorstandsvorsitzender der Bayer AG | Sonderpreis Innovativster CEO International                                                                                      |
| 2014 | BMW AG                                             | Für den BMW i3 |
| 2014 | AFB Gemeinnützige GmbH                             | Als Europas erstes gemeinnütziges IT-Unternehmen                                                                                 |
| 2014 | DELO Industrie Klebstoffe GmbH & Co. KGaA          | Spezialklebstoff für das Verkleben von LCD und Deckglas zur Reflexionsminderung von Displays                                     |
| 2014 | Abberior Instruments GmbH                          | RESOLFT-Mikroskopie, mit der Objekte erkennbar sind, die einen Durchmesser von einem Tausendstel eines menschlichen Haares haben |
| 2014 | Jeff Bezos, Geschäftsführer und Gründer von Amazon | Sonderpreis Innovativster CEO International                                                                                      |
| 2012 | MTU Aero Engines Holding AG                        | Schnelllaufende Niederdruckturbine für leise, kraftstoffsparende und emissionsärmere Flugtriebwerke                              |
| 2012 | Deutsche Post DHL                                  | Generationenvertrag zur Bewältigung des demographischen Wandels und zur Gestaltung altersgerechten Arbeitens                     |
| 2012 | ibidi GmbH                                         | Zellbiochips aus Hochleistungspolymeren                                                                                          |
| 2012 | Syntellix                                          | metallische Implantate, die sich selbst auflösen                                                                                 |
| 2011 | Siemens AG                                         | Gasturbine SGT5-8000H |
| 2011 | Trumpf GmbH & Co KG                                | „Maßgeschneiderte Arbeitszeiten“                                                                                                 |
| 2011 | Wacker Neuson GmbH                                 | „ferngesteuerte Vibrationsplatt“                                                                                                 |
| 2011 | Saperatec GmbH                                     | „umweltschonende Rohstoffrückgewinnung aus Photovoltaik-Modulen“                                                                 |
| 2010 | Infineon Technologies AG                           | Entwicklung des Integrity Guards                                                                                                 |
| 2010 | Paravan GmbH                                       | Erfindung Drive-by-Wire-System                                                                                                   |
| 2010 | PEPperPRINT GmbH                                   | Herstellung von Biochips mit dem Laserdrucker                                                                                    |
| 2008 | Infineon Technologies AG                           | Entwicklung eines Handy-Chips E-GOLDvoice                                                                                        |
| 2008 | Jungtec GmbH & Co. KG                              | Revolution-Dichtungen |
| 2008 | immatics biotechnologies GmbH, Tübingen            | „für die Arbeit an Krebs-Impfstoffen“                                                                                            |
| 2007 | Concentrix Solar GmbH, Freiburg                    | Konzentrator-Photovoltaik-Technologie                                                                                            |
| 2007 | LIMO Lissotschenko Mikrooptik GmbH, Dortmund       | Strahlformungssysteme auf Basis von Freiform-Mikrolinsen                                                                         |
| 2007 | MAN Diesel Augsburg                                | Gasmotor mit neuartigem Zündverfahren                                                                                            |
| 2007 | Infineon Technologies AG, München                  | Dekadenpreis für Nachhaltigkeit: Handy-Chip E-GOLDvoice                                                                          |
| 2007 | ifm electronic GmbH, Essen                         | Dekadenpreis für Nachhaltigkeit: 3D-Bildsensor efector pmd3d                                                                     |
| 2006 | Cytonet GmbH & Co. KG                              | Innovation in der Lebertherapie                                                                                                  |
| 2006 | VARTA Microbattery GmbH                            | superflache PoLiFlex-Batterien                                                                                                   |
| 2006 | Carl Zeiss SMT AG                                  | Immersionslithografie für die Chipfertigung                                                                                      |
| 2006 | Carl Zeiss AG                                      | Dekadenpreis für die meisten eingereichten Innovationen der letzten zehn Jahre                                                   |
| 2005 | Fresenius Medical Care                             | Nierenersatztherapie |
| 2005 | Leica Microsystems CMS GmbH                        | höchstauflösendes Fluoreszenzmikroskop                                                                                           |
| 2005 | Cairos Technologies AG                             | 3D-Echtzeitlokalisierungssystem                                                                                                  |
| 2004 | Siemens AG                                         | Neuartiger Höchstleistungs-Röntgenstrahler für die Computertomografie                                                            |
| 2004 | Villeroy & Boch GmbH                               | New Wave Caffe – oder warum sollte Geschirr immer rund sein                                                                      |
| 2004 | PEMEAS GmbH                                        | mit Edelmetallen beschichtete Brennstoffzellen-Membranen (Celtec)                                                                |
| 2003 | BMW AG                                             | Aktivlenkung für variable Lenkübersetzung                                                                                        |
| 2003 | Schollglas                                         | Fenster-Notausstieg für Schienenfahrzeuge und Busse aus speziellem Leichtglas                                                    |
| 2003 | NaWoTec GmbH                                       | Reparaturgerät für Masken zur Herstellung von Halbleiter-Chips                                                                   |
| 2002 | MTU Aero Engines                                   | Turbinenverdichter für Flugzeugtriebwerke                                                                                        |
| 2002 | Leica Microsystems AG                              | Objektiv höchster Auflösung für die Halbleiterprüfung                                                                            |
| 2002 | Solvent Innovation GmbH                            | Flüssige Salze (ionische Flüssigkeiten)                                                                                          |
| 2001 | Infineon Technologies AG                           | Leistungshalbleiter für neue Konzepte bei der Stromversorgung von elektronischen Schaltungen und Elektromotoren                  |
| 2001 | Merz Pharma KGaA                                   | Wirksames Antidementivum |
| 2001 | febit AG                                           | Das weltweit erste DNA-Analysegerät mit DNA-Prozessor                                                                            |
| 2000 | Audi AG                                            | Einführung von Aluminium-Karosserien in die Großserien-Produktion                                                                |
| 2000 | Sartorius AG                                       | Premium-Analysenwaage GENIUS |
| 2000 | Impella AG                                         | intrakardiales Pumpsystem für die Herzchirurgie                                                                                  |
| 1999 | Daimler-Chrysler Aerospace Airbus AG               | Laserschweißen im Flugzeugbau |
| 1999 | Sennheiser electronic GmbH & Co. KG                | AudioBeam – Gerichtete Beschallung                                                                                               |
| 1999 | November AG                                        | immunologische Ohrmarke |
| 1998 | Hoechst Marion Roussel AG                          | Neuartiges Anti-Krebs-Präparat Flavopiridol                                                                                      |
| 1998 | Sennheiser electronic GmbH & Co. KG                | Optisches Mikrofon |
| 1998 | Tecoplan Informatik GmbH                           | Software für den Bau virtueller Prototypen                                                                                       |
| 1997 | Isad GmbH                                          | Integrierter Starter-Alternator-Dämpfer                                                                                          |
| 1997 | Schneider Rundfunkwerke AG                         | Laser-Fernsehen |
| 1997 | GeSiM GmbH                                         | Nanoliterpumpe |
| 1996 | Daimler Benz Aerospace AG                          | Radargerät für die automatische Abstandsregelung von Autos                                                                       |
| 1996 | Sto AG                                             | Transparentes Wärmedämmverbundsystem                                                                                             |
| 1996 | Zentrum für Neuroinformatik                        | Gesichtserkennungssystem |
| 1995 | Boehringer Mannheim GmbH                           | Herzinfarkt Schnelltest |
| 1995 | Gebr. Effing GmbH                                  | Entlackung von Druckzylindern per Laser                                                                                          |
| 1995 | Nanosensors Dr. Olaf Wolter GmbH                   | Silizium Sensoren für die Kraftmikroskopie                                                                                       |
| 1994 | Siemens Nixdorf Informationssysteme AG             | Neurocomputer |
| 1994 | Lambda Physik GmbH                                 | Wartungsfreier Excimer-Laser |
| 1994 | Daum GmbH                                          | Rostocker Endohand |
| 1993 | Opticon Gesellschaft für Optik und Elektronik mbH  | 3-D-Video-Endoskop für die Minimal Invasive Chirurgie                                                                            |
| 1993 | VARTA Batterie AG                                  | Nickel-Metallhydrid-Knopfzelle                                                                                                   |
| 1993 | Batelle Ingenieurtechnik GmbH                      | Papierkonservierung |
| 1992 | Nukem GmbH                                         | MIS-Inversionsschicht-Solarzelle                                                                                                 |
| 1992 | Gottlob Auwärter GmbH                              | Reisebus mit Vierachslenkung |
| 1991 | IBM Deutschland GmbH                               | Außerbetriebliche Arbeitsstätten                                                                                                 |
| 1991 | Robert Bosch GmbH                                  | Controller Area Network |
| 1991 | Philips                                            | Comscan |
| 1991 | Optische Werke G. Rodenstock                       | Hochbrechende Kunststoff-Brillengläser                                                                                           |
| 1990 | KHD Humboldt Wedag AG                              | Supraleitender Magnetscheider |
| 1990 | Forschungsinstitut Kurt Schwabe Meinsberg          | Isfet-Messsystem mit elektrochemischen Sensoren                                                                                  |
| 1990 | Dürr GmbH                                          | Reduzierung von Lösemittelemissionen                                                                                             |
| 1989 | MLS Munich Laser Systems GmbH                      | industrieller Stab-Laser |
| 1989 | Deutsche Forschungsanstalt für Luft- und Raumfahrt | Computerunterstützung für Fluglotsen                                                                                             |
| 1989 | Maho AG                                            | Laserwerkzeugmaschine |
| 1988 | Aixtron GmbH                                       | Gasphasenepitaxieanlage |
| 1988 | Traub AG                                           | Programmiersystem für Drehmaschine                                                                                               |
| 1988 | Rupp + Hubrach KG                                  | Kratzfeste Kunststoff-Brillengläser                                                                                              |
| 1987 | Deutsche Thompson-Brandt GmbH                      | Magneto-optischer Disc-Recorder                                                                                                  |
| 1987 | Angewandte Digital Elektronik GmbH                 | Kontaktlose Chipkarte |
| 1987 | Hoechst AG                                         | Röntgen-Resist |
| 1987 | Werner & Mertz GmbH                                | Antiallergikum Acarosan |
| 1986 | S+G Implants                                       | Mitwachsende Tumorprothese |
| 1986 | Friedrich-Wilhelm Freiherr von Rotenhan            | Kultivierung einer Ölpflanze |
| 1986 | Geers Hörakustik                                   | Im-Ohr-Hörgerät |
| 1985 | Carl Zeiss Oberkochen                              | Simultanspektrometer |
| 1985 | Boehringer Mannheim GmbH                           | Reflotron-Blutanalysegerät |
| 1985 | Daimler Benz AG                                    | Fahrsimulator |
| 1985 | Stapla Ultraschall-Technik GmbH                    | Ultraschall-Schweißgerät |
| 1984 | Ernst Leitz Wetzlar GmbH                           | Akustomikroskop Elsam |
| 1984 | Audi AG                                            | Permanenter Allradantrieb |
| 1984 | JUWÖ Poroton-Werke Ernst Jungk und Sohn            | Ziegeldeckenfertigung |
| 1983 | Dornier System GmbH                                | Nierenstein-Lithotripter |
| 1983 | Ludwig Scheer GmbH & Co.KG                         | Nichtbrennbares Material |
| 1983 | DFVLR e. V.                                        | Kraft-Momenten-Sensor |
| 1983 | Intermetall GmbH                                   | Digitale Signalverarbeitung im TV                                                                                                |
| 1983 | Polytechnisches Institut Karlsruhe                 | Unterirdisches Bewässerungssystem                                                                                                |
| 1983 | Josef Heim KG                                      | Video-Recorder als Messwertspeicher                                                                                              |
| 1982 | AEG Telefunken Nachrichtentechnik GmbH             | Haus-Notruf |
| 1982 | Dürr Anlagenbau GmbH                               | Elektronenstrahlhärtung |
| 1982 | Heinz Kerber                                       | Spiralsiebe |
| 1982 | Metawell GmbH                                      | Leichtplatte |
| 1981 | August Hohnholz KG                                 | Schaumstoffplatte aus Acrylglas                                                                                                  |
| 1981 | Menzel GmbH & Co                                   | Umlaufdentrifikation |
| 1980 | Hoechst AG                                         | Flammhemmende Trevira-Faser |